# Phuntsho Namgyal
Phuntsho Namgyal foi um Desi Druk do Reino do Butão, reinou entre 1861 e 1864. Foi antecedido no trono por Sherab Tharchin, tendo-lhe seguido Tshewang Sithub.